# 吉木千沙都
吉木 千沙都（よしき ちさと、1997年3月18日 - ）は、日本の女性ファッションモデル。東京都出身。血液型A型。身長158cm。

## 略歴
関東高一ミスコンで準グランプリを受賞しデビュー。その後『Ranzuki』でモデルデビューを果たした。卒業後、雑誌『S Cawaii!』の専属モデルを務め、最近では『LARME』でもレギュラーモデルデビューをし活動の幅を広げている。他にもプロデュース業など多方面で活動している。『Ranzuki』5月号で卒業。

## 人物
- 東京都立神代高等学校卒業。
- 元CO&LU渋谷店のショップ店員。
- 特技はダンス。
- 妹が1人いる。
- 好きなアーティストはBLACKPINK。

## 出演

### ランウェイ
- 第37回 マイナビ 東京ガールズコレクション 2023 AUTUMN／WINTER（2023年9月2日、さいたまスーパーアリーナ）[1]
- Rakuten GirlsAward 2023 AUTUMN/WINTER（2023年9月30日、幕張メッセ）[2]

### プロデュース
- カラコン「Love Holic 1day」
- クレア
- フレグランス「フラッフィーシュガリー」
- WEGOコラボアイテム（スカート・Tシャツ・トートバッグ）
- レッグウェアブランド「Petit Charme」
- ランジェリーブランド「Lunangelina ルナアンヘリナ」

### イメージモデル
- 全身脱毛サロン シースリー

## 書籍

### 雑誌
- Ranzuki（ぶんか社） - 専属モデル
- S Cawaii!（主婦の友社） - 専属モデル
- LARME（徳間書店） - レギュラーモデル

### 単行本
- I am ちぃぽぽ。（2015年8月1日、ぶんか社）ISBN 978-4821166268
- 365日パリピBOOK―その遊び方、古くない?（2016年10月04日、主婦の友社）ISBN 978-4074194506
- ちぃぽぽ 1st Photo Book 20th（2017年4月19、主婦の友社）ISBN 978-4074237302
- colorless（2019年3月18日、徳間書店）ISBN 978-4198648237